# Alexis Ponnet
Alexis Ponnet (Brussel, 9 maart 1939) is een voormalig Belgisch voetbalscheidsrechter. Na zijn loopbaan als scheidsrechter werd hij lid van het scheidsrechtercomité van de FIFA en van de UEFA.

## Carrière
- UEFA Cup 1979-1980 (terugwedstrijd finale)
- UEFA Super Cup 1980 (heenwedstrijd finale)
- WK 1982 (2 wedstrijden)
- UEFA Super Cup 1982 (terugwedstrijd finale)
- EK 1984 (1 wedstrijd)
- UEFA Cup 1984-1985 (terugwedstrijd finale)
- WK 1986 (1 wedstrijd)
- Europacup I 1986/87 (finale)
- EK 1988 (1 wedstrijd)